# Samuel Armstrong
Samuel Turell Armstrong, född 29 april 1784 i Dorchester (numera stadsdel i Boston), Massachusetts, död 26 mars 1850 i Boston, var en amerikansk politiker. Han var viceguvernör i delstaten Massachusetts 1833–1836 (tillförordnad guvernör 1835–1836) och Bostons borgmästare 1836. Som tillförordnad guvernör representerade han det 1834 grundade whigpartiet.
Armstrong var verksam som boktryckare i Boston. År 1833 tillträdde han som viceguvernör. År 1835 avgick guvernör John Davis och Armstrong var tillförordnad guvernör fram till januari 1836.
Efter tiden som viceguvernör och tillförordnad guvernör tjänstgjorde han 1836 som Bostons borgmästare, i vilket ämbete han efterträdde Theodore Lyman och efterträddes av Samuel Atkins Eliot.
Armstrong avled 1850 och gravsattes på Old Granary Burying Ground i Boston.